# Ränneslövs socken
Ränneslövs socken i Halland ingick i Höks härad, ingår sedan 1974 i Laholms kommun i Hallands län och motsvarar från 2016 Ränneslövs distrikt.
Socknens areal är 67,59 kvadratkilometer, varav 66,83 land. År 2000 fanns här 2 087 invånare. En del av tätorten Vallberga samt tätorten Ränneslöv med sockenkyrkan Ränneslövs kyrka ligger i socknen. 

## Administrativ historik
Ränneslövs socken har medeltida ursprung.
Vid kommunreformen 1862 övergick socknens ansvar för de kyrkliga frågorna till Ränneslövs församling och för de borgerliga frågorna till Ränneslövs landskommun.  Landskommunen utökades 1952 med Ysby landskommun och uppgick 1974 i Laholms kommun. Församlingen uppgick 2002 i Ränneslöv-Ysby församling.
1 januari 2016 inrättades distriktet Ränneslöv, med samma omfattning som församlingen hade 1999/2000.
Socknen har tillhört fögderier och domsagor enligt Höks härad. De indelta båtsmännen tillhörde Södra Hallands första båtsmanskompani.

## Geografi
Ränneslövs socken ligger sydost om Laholm kring Smedjeån. Socknen är en slättbygd i väster mer bergig i öster. De största insjöarna är Hjörneredssjön och Storesjö som båda delas med Ysby socken.
Sätesgårdar var Vallberga herrgård, Perstorps säteri och Edenberga herrgård.
I Edenberga fanns förr ett gästgiveri.

## Fornlämningar
Från stenåldern finns boplatser och från bronsåldern gravrösen.

## Namnet
Namnet (1351 Randersleef) kommer från kyrkbyn. Förleden är troligen ett mansnamn, oklart vilket. Efterleden  är löv, 'arvegods'.

## Befolkningsutveckling
| Befolkningsutvecklingen i Ränneslövs socken 1750–1990                                                   | Befolkningsutvecklingen i Ränneslövs socken 1750–1990 | Befolkningsutvecklingen i Ränneslövs socken 1750–1990 | Befolkningsutvecklingen i Ränneslövs socken 1750–1990 | Befolkningsutvecklingen i Ränneslövs socken 1750–1990 |
| --- | ----------------------------------------------------- | ----------------------------------------------------- | ----------------------------------------------------- | ----------------------------------------------------- |
| |                                                       |                                                       |                                                       |                                                       |
| År |                                                       |                                                       | Folkmängd                                             |                                                       |
| 1750 | 1750                                                  |                                                       | 652                                                   |                                                       |
| 1760 | 1760                                                  |                                                       | 701                                                   |                                                       |
| 1769 | 1769                                                  |                                                       | 768                                                   |                                                       |
| 1780 | 1780                                                  |                                                       | 806                                                   |                                                       |
| 1790 | 1790                                                  |                                                       | 792                                                   |                                                       |
| 1800 | 1800                                                  |                                                       | 840                                                   |                                                       |
| 1810 | 1810                                                  |                                                       | 898                                                   |                                                       |
| 1820 | 1820                                                  |                                                       | 954                                                   |                                                       |
| 1830 | 1830                                                  |                                                       | 1 176                                                 |                                                       |
| 1840 | 1840                                                  |                                                       | 1 365                                                 |                                                       |
| 1850 | 1850                                                  |                                                       | 1 639                                                 |                                                       |
| 1860 | 1860                                                  |                                                       | 2 214                                                 |                                                       |
| 1870 | 1870                                                  |                                                       | 2 301                                                 |                                                       |
| 1880 | 1880                                                  |                                                       | 2 376                                                 |                                                       |
| 1890 | 1890                                                  |                                                       | 2 393                                                 |                                                       |
| 1900 | 1900                                                  |                                                       | 2 411                                                 |                                                       |
| 1910 | 1910                                                  |                                                       | 2 300                                                 |                                                       |
| 1920 | 1920                                                  |                                                       | 2 310                                                 |                                                       |
| 1930 | 1930                                                  |                                                       | 2 465                                                 |                                                       |
| 1940 | 1940                                                  |                                                       | 2 340                                                 |                                                       |
| 1950 | 1950                                                  |                                                       | 2 286                                                 |                                                       |
| 1960 | 1960                                                  |                                                       | 2 243                                                 |                                                       |
| 1970 | 1970                                                  |                                                       | 2 079                                                 |                                                       |
| 1980 | 1980                                                  |                                                       | 2 023                                                 |                                                       |
| 1990 | 1990                                                  |                                                       | 2 130                                                 |                                                       |
| Anm: Källor: Umeå universitet - Tabellverket 1749-1859, Demografiska databasen, CEDAR, Umeå universitet |                                                       |                                                       |                                                       |                                                       |